# El Crucero de Santa María
El Crucero de Santa María är en ort i Mexiko.   Den ligger i kommunen San Martín Hidalgo och delstaten Jalisco, i den centrala delen av landet, 500 km väster om huvudstaden Mexico City. El Crucero de Santa María ligger 1 320 meter över havet och antalet invånare är 7 500.
Terrängen runt El Crucero de Santa María är kuperad söderut, men norrut är den platt. Runt El Crucero de Santa María är det ganska tätbefolkat, med 96 invånare per kvadratkilometer. Närmaste större samhälle är Cocula, 4,5 km öster om El Crucero de Santa María. Trakten runt El Crucero de Santa María består till största delen av jordbruksmark.